# Біктишево
Бікти́шево (рос. Биктышево, башк. Биктыш) — село у складі Шаранського району Башкортостану, Росія. Входить до складу Акбарісовської сільської ради.
Населення — 124 особи (2010; 143 у 2002).
Національний склад:
- марійці — 94 %